# Ульссон, Давид
Давид Ульссон (швед. David Olsson; род. 27 июня 1997) — шведский футболист, вратарь «Варберга».

## Клубная карьера
Является воспитанником «Эльфсборга», в котором прошёл путь от детской команды до основной. Осенью 2015 года в составе молодёжной команды клуба принимал участие в юношеской лиге УЕФА. В мае 2016 года впервые попал в официальную заявку команды на матч Алльсвенскана с «Сундсваллем», но на поле не вышел. В августе того же года был на постоянной основе переведён во взрослую команду, став запасным вратарём. 10 сентября 2017 года дебютировал в чемпионате Швеции в игре очередного тура с «Кальмаром», появившись на поле в стартовом составе.
В марте 2019 года отправился на правах аренды в «Оддевольд», выступающий на правах аренды в первом дивизионе. За время аренды принял участие в 19 матчах, пропустив в них 28 мячей. В ноябре 2019 года ездил на просмотр в «Эребру», но контракт с клубом не подписал. Вместо этого в декабре того же года на правах аренды на будущий сезон перешёл в «Эргрюте», выступающий в Суперэттане. Все матчи сезона Ульссон провёл на скамейке запасных, приняв участие только в одной кубковой игре с «Лёдде».
12 февраля 2021 года покинул «Эльфсборга» и на правах свободного агента присоединился к «Линдоме». Первую игру за новый клуб провёл 3 апреля в матче первого тура нового сезона первого дивизиона с «Тролльхеттаном». За два сезона сыграл за команду в 58 матчах. По итогам 2022 года клуб вылетел во второй дивизион, а голкипер покинул команду.
24 ноября 2022 года подписал двухлетнее соглашение с «Варбергом».

## Клубная статистика
| Выступление      | Выступление      | Выступление      | Лига | Лига | Кубки | Кубки | Конт. кубки | Конт. кубки | Итого | Итого |
| Клуб             | Лига             | Сезон            | Игры | Голы | Игры  | Голы  | Игры        | Голы        | Игры  | Голы  |
| ---------------- | ---------------- | ---------------- | ---- | ---- | ----- | ----- | ----------- | ----------- | ----- | ----- |
| Эльфсборг        | Алльсвенскан     | 2017             | 1    | -2   | 0     | 0     | 0           | 0           | 1     | -2    |
| Эльфсборг        | Алльсвенскан     | 2018             | 1    | -4   | 2     | -3    | 0           | 0           | 3     | -7    |
| Эльфсборг        | Итого            | Итого            | 2    | -6   | 2     | -3    | 0           | 0           | 4     | -9    |
| → Оддевольд      | Дивизион 1       | 2019             | 19   | -28  | 0     | 0     | 0           | 0           | 19    | -28   |
| → Оддевольд      | Итого            | Итого            | 19   | -28  | 0     | 0     | 0           | 0           | 19    | -28   |
| → Эргрюте        | Суперэттан       | 2020             | 0    | 0    | 1     | -2    | 0           | 0           | 1     | -2    |
| → Эргрюте        | Итого            | Итого            | 0    | 0    | 1     | -2    | 0           | 0           | 1     | -2    |
| Линдоме          | Дивизион 1       | 2021             | 29   | -45  | 0     | 0     | 0           | 0           | 29    | -45   |
| Линдоме          | Дивизион 1       | 2022             | 28   | -68  | 1     | -1    | 0           | 0           | 29    | -69   |
| Линдоме          | Итого            | Итого            | 57   | -113 | 1     | -1    | 0           | 0           | 58    | -114  |
| Всего за карьеру | Всего за карьеру | Всего за карьеру | 78   | -147 | 4     | -6    | 0           | 0           | 82    | -153  |